# Tinder
Tinder is een geosociale datingapplicatie (app/site) die sinds 12 september 2012 actief is.

## Gebruik van de app
Op Tinder kunnen gebruikers andere gebruikers beoordelen op basis van hun profielgegevens door naar links (geen interesse) of naar rechts (interesse) te swipen (vegen). Wanneer twee gebruikers elkaar naar rechts geswipet hebben, ontstaat er een match, en kunnen ze met elkaar chatten en desgewenst afspreken voor een fysieke date. De applicatie is beschikbaar voor smart phone-toestellen met het iOS- of Android-besturingssysteem. Door middel van geolocatie kunnen gebruikers zien welke andere gebruikers zich in hun omgeving bevinden.

## Onderzoek
Bij een onderzoek naar de datingapp in 2015 kwam naar voren dat de onderste 80% van de mannen (qua aantrekkelijkheid) strijden om de onderste 22% van de vrouwen en de beste 78% van de vrouwen strijden om de top 20% van de mannen. Bovendien werd vastgesteld dat een man met een 'gemiddelde aantrekkelijkheid' werd 'gewaardeerd' door ongeveer 0,87% (1 op 115) van de vrouwen.

## Rechtszaak
Op 16 december 2024 maakte de burgerrechtenorganisatie Take Back Your Privacy bekend dat zij een rechtszaak is gestart tegen Tinder in verband met schending van privacy. De kern van de beschuldigingen is dat Tinder al jarenlang gevoelige persoonsgegevens verzamelt zonder daarvoor toestemming te hebben verkregen van gebruikers. Zo zouden locaties van gebruikers worden gevolgd en data worden gebruikt om uitgebreide persoonlijke profielen te maken, die vervolgens werden verkocht aan adverteerders.

## Lezingen over Tinder
- Wat is jouw slagingskans op Tinder? - Universiteit van Nederland
- Hoe vind je een goed lief op Tinder? - Universiteit van Vlaanderen